# Cantón de Mitry-Mory
El cantón de Mitry-Mory es una división administrativa francesa, situada en el departamento de Sena y Marne y la región Isla de Francia.

## Geografía
Este cantón es organizado alrededor de Mitry-Mory en él distrito de Meaux.

## Composición
El Cantón de Mitry-Mory agrupa 13 comunas:
- Charmentray
- Charny
- Compans
- Fresnes-sur-Marne
- Gressy
- Iverny
- Le Plessis-aux-Bois
- Messy
- Mitry-Mory
- Nantouillet
- Précy-sur-Marne
- Saint-Mesmes
- Villeroy

## Demografía
| 16,266 | 17,649 | 17,342 | 20,792 | 23,590 | 25,662 | 26,383 |
| Para los censos de 1962 a 1999 la población legal corresponde a la población sin duplicidades (Fuente: INSEE [Consultar]) |        |        |        |        |        |        |